# Slowenische Marine
Die Slowenische Marine (slowenisch Slovenska Mornarica) ist die Seestreitmacht der Streitkräfte der Republik Slowenien. Sie ist keine eigene Teilstreitkraft, sondern untersteht direkt dem Oberkommando der slowenischen Streitkräfte.

## Allgemeines
Die Slowenische Marine wurde 1991 im Zuge der Unabhängigkeitserklärung und des darauf folgenden 10-Tage-Krieges gegründet. Da Slowenien keinerlei maritime Ausrüstung aus Beständen der Jugoslawische Volksarmee übernommen hatte, musste dieser Bereich der Streitkräfte vollkommen neu aufgebaut werden.
Das Hauptquartier befindet sich in Ankaran, nördlich von Koper und die Marine verfügt über eine Personalstärke von 47 Soldaten.

## Aufgaben
Die slowenischen Seestreitkräfte haben den Auftrag, die territorialen Gewässer des Landes zu beschützen. Im Falle einer Krisensituation müssen sie in der Lage sein, Häfen und Küstengewässer zu verteidigen und mit den verbündeten Truppen zu kooperieren.
Nach Abschluss ihrer Aufbauphase, beteiligt sich die slowenische Marine inzwischen auch an internationalen Aktionen, wie z. B. der EU-Anti-Piratenoperation Atalanta und der Operation Mare Nostrum. Ab Oktober 2015 nahm die Triglav vor Süditalien an der EU Operation Sophia teil.

## Ausrüstung
Zur Erfüllung ihrer Aufgaben verfügt die Marine über zwei Patrouillenboote und fünf Festrumpfschlauchboote.
| Swjetljak         |  | Sowjetunion / Russland | Triglav (VNL 11) |  |
| Super Dvora Mk.II |  | Israel                 | Ankaran (HPL 21) |  |

- zwei VSR 59 PRO (Č-61 und Č-62)
- zwei Zodiac F 530 (Č-51 und Č-52)
- ein Novomarine HD 7 (Č-45)